# The King of Hell
The King of Hell è il sesto album in studio della band heavy metal statunitense Helstar. Si tratta della prima pubblicazione di inediti da quando il gruppo si è riformato ed è stato generalmente accolto con favore dalla critica specializzata.

L'album include tre bonus track di cui una è una cover degli Angel Witch e due sono versioni differenti di brani già presenti sul disco (inclusi nella raccolta uscita un anno prima).
| Recensione        | Giudizio |
| ----------------- | -------- |
| Rock Hard tedesco | [ 1 ]    |

## Tracce
1. The King of Hell — 6:28
2. The Plague Called Man — 4:53
3. Tormentor — 5:13
4. When Empires Fall — 3:53
5. Wicked Disposition — 6:13
6. Caress of the Dead  — 5:04
7. Pain Will Be Thy Name — 3:47
8. In My Darkness — 5:37
9. The Garden of Temptation — 8:53
10. White Witch — 4:47  (Angel Witch cover) (Bonus track)
11. Tormentor (Sins of the Past - Version) — 5:25 (Bonus track)
12. Caress of the Dead (Sins of the Past - Version) — 5:00 (Bonus track)

## Versione in vinile
L'etichetta AFM Records ha pubblicato anche una versione in formato vinile (33 giri) che non include la traccia Tormentor e le bonus track, mentre Caress of the Dead è presente nella versione di Sins of the Past.

## Formazione
- James Rivera – voce
- Larry Barragan – chitarra
- Rob Trevino – chitarra
- Jerry Abarca – basso
- Russel DeLeon – batteria